# أوتو فون جرايرتس
أوتو فون جرايرتس Otto von Greyerz (ولد في بيرن عام 1863 – ومات فيها عام 1940) أديب وكاتب مسرحي سويسري يكتب باللهجة العامية.
درس علوم اللغة الألمانية، ثم عمل بالتدريس. وأنجز رسالة دكتوراه حول «تأثيرات بيات لودفيج فون مورالت في الأدب الألماني والفرنسي في القرنين السابع عشر والثامن عشر». وعين أستاذا للغة والأدب في جامعة بيرن عام 1916. وتقاعد عام 1933. وكان له دور في الإسهام من خلال محاضراته في تطوير طرق تدريس اللغة الألمانية في المدارس السويسرية.
يشمل إنتاجه الأدبي قصائد ومسرحيات باللغة الفصحى وكذلك لهجة بيرن. كتب كذلك أعمالا نقدية وأطلق عليه لقب «بابا الأدب البيرني» Berner Literaturpapst وذلك لدفاعه عن الأدب المكتوب بعامية بيرن. وقد ربطته الصداقة بأدباء عديدين منهم زيمون جفيلر وإيمانويل فريدلي ورودلف فون تافل ويوزف راينهارت.
أما أشهر أعماله فهو كتاب عبارة عن مجموعة من الأغاني الشعبية وهو بعنوان Im Röseligarte ، ونشر عام 1908 في ست مجلدات وطبع مرات عديدة. وأثر هذا الكتاب على الموسيقى الشعبية السويسرية حتى اليوم. حيث قام الكثيرون من الملحنين بتلحين الكثير من الأغاني من هذا الكتاب.
وقد شرع جرايرتس في إعداد قاموس لعامية بيرن غير أنه توفي قبل إنجازه. وظل لمدة طويلة غير منجز حتى أنجزه روت بيتنهارد في عام 1976.